# 野村雅夫
野村 雅夫（のむら まさお、1978年11月27日 - ）は、日本のディスクジョッキー、翻訳家。イタリア・トリノ生まれ。滋賀県大津市育ち。
父は人類学者・野村雅一、ミラノ生まれのイタリア人である母の名はシルビア。イタリア在住の従姉妹に「エリカ」。血液型はA型。愛称は「まちゃお」。

## 来歴
石山寺保育園卒園。小学校当時の将来の夢はニュースキャスター。小学・中学時代にニュースキャスターやラジオ番組の制作ディレクターといった、放送や報道、メディアに関わる仕事に興味を持つようになった。
滋賀県立膳所高等学校卒業後は大阪外国語大学（現在の大阪大学外国語学部）に進学。在学中はワンダーフォーゲル部に所属していた。大学在学中には、イタリアでの留学を経験した。大阪外国語大学大学院博士前期課程修了、大阪大学大学院博士後期課程修了。
2008年に京都のFMラジオ放送局でラジオとしてDJデビューし、2009年にFM802に移籍した。2019年10月にFM COCOLO（FM802が1局2波体制で放送）に移籍した。
2021年5月8日、ブレイブボードで転倒し右腕を骨折、同13日手術を受ける。

## 人物・趣味
- 父は人類学者・野村雅一[4]。父もイタリアを研究フィールドとして活動をしていた[13]。
- イメージフォーラム付属映像研究所第28期卒業。
- イタリア文化を紹介する「京都ドーナッツクラブ」代表を務めている。クラブ内での愛称は「ポンデ雅夫」[14]。
- 座右の銘は開高健の「悠々として急げ」[15]。

## 著作物
訳書
- シルヴァーノ・アゴスティ著、『1日3時間しか働かない国』、マガジンハウス、2008年、ISBN 978-4-8387-1888-7。
- シルヴァーノ・アゴスティ（イタリア語版）著、『罪のスガタ』、シーライトパブリッシング、2009年、ISBN 4903439070。
- シルヴァーノ・アゴスティ著、共訳・監修、『見えないものたちの踊り』、シーライトパブリッシング、2011年、ISBN 4903439186。
- ダヴィデ・カリー著、ジャンルーカ・フォリー絵、『剣を持ったクマ』、シーライトパブリッシング、2012年、ラジオドラマ付き電子絵本。

## 出演

### ラジオ番組

#### 現在
- CIAO 765（FM COCOLO、2019年10月1日 - ）
- ASAHI INTECC Dream Together（ZIP-FM、2021年7月9日 - ）

#### 過去
- Ciao! MUSICA（FM802、2013年4月 - 2018年3月）
- Ciao Amici!（FM802、2018年4月 - 2019年9月30日）
- KKBOX presens 897 Selectors（InterFM897、2016年1月 - 2017年10月 ）
- SWINGIN' SUNDAY（α-STATION、2008年4月 - 2009年3月）MASAO名義
- 幸せラジオ 乾龍介です!（ラジオ大阪、幸せ手抜き料理のコーナー担当、2009年4月 - 9月）
- FUNKY JAMS 802（FM802、2009年10月 - 2010年3月）[注 1]
- NIGHT RAMBLER（FM802、2010年4月 - 2012年3月）
- ROCK KIDS 802（FM802、2012年4月 - 2013年3月）
- Mondo Musica（InterFM、2013年4月 - 2014年3月）
- Happy Hour!（InterFM、2014年4月 - 2014年9月）
- ALTERNATIVE NATION（InterFM897、2014年10月 - 2015年9月、高樹千佳子に交代）[注 1]
  - Philips Fidelio presents Crazy About Sound（『ALTERNATIVE NATION』に内包、2014年3月 - 2015年9月）
- CINEMA Dolce Vita（InterFM897、2015年4月 - 2016年1月）

### テレビ番組

#### 現在
- 片っ端から喫茶店（テレビ大阪、不定期）
- 野村雅夫のムービージョッキー（BS10、2025年1月18日 -　）[16]

#### 過去
- 音楽ノチカラ（読売テレビ、2011年4月6日 - 2022年5月27日）
- 旅するイタリア語（NHK Eテレ、2016年10月 - 2018年9月）

### その他
- 第28回東京国際映画祭（2015年） - ナビゲーター[17]